# Town
Town är en community i Storbritannien.   Den ligger i kommunen Merthyr Tydfil och riksdelen Wales, i den södra delen av landet, 220 km väster om huvudstaden London.
Town community är den centrala delen av staden Merthyr Tydfil, öster om floden River Taff. Här ligger stadens järnvägsstation och kommersiella centrum.